# Radcliffea smithii
Radcliffea smithii är en törelväxtart som beskrevs av Petra Hoffm. och K.Wurdack. Radcliffea smithii ingår i släktet Radcliffea och familjen törelväxter. Inga underarter finns listade i Catalogue of Life.